# Seznam hejtmanů Královéhradeckého kraje
Hejtman Královéhradeckého kraje je člen Zastupitelstva Královéhradeckého kraje, kterého si tento orgán zvolil do svého čela.

## Seznam
| Č. | Portrét     | Portrét         | Jméno              | Nástup do úřadu    | Opuštění úřadu     | Navrhující strana | Volby |
| -- | ----------- | --------------- | ------------------ | ------------------ | ------------------ | ----------------- | ----- |
| 1. |             | není foto       | Pavel Bradík       | 19. prosince 2000  | 12. listopadu 2008 | ODS               | 2000  |
| 1. | 2004        | není foto       | Pavel Bradík       | 19. prosince 2000  | 12. listopadu 2008 | ODS               |       |
| 2. |             | Lubomír Franc   | Lubomír Franc      | 12. listopadu 2008 | 14. listopadu 2016 | ČSSD              | 2008  |
| 2. | 2012        | Lubomír Franc   | Lubomír Franc      | 12. listopadu 2008 | 14. listopadu 2016 | ČSSD              |       |
| 3. | Jiří Štěpán | Jiří Štěpán     | 14. listopadu 2016 | 2. listopadu 2020  | 2016               | ČSSD              |       |
| 4. |             | Martin Červíček | Martin Červíček    | 2. listopadu 2020  | 4. listopadu 2024  | ODS               | 2020  |
| 5. |             | není foto       | Petr Koleta        | 4. listopadu 2024  | úřadující          | ANO               | 2024  |